# لارا لوغان

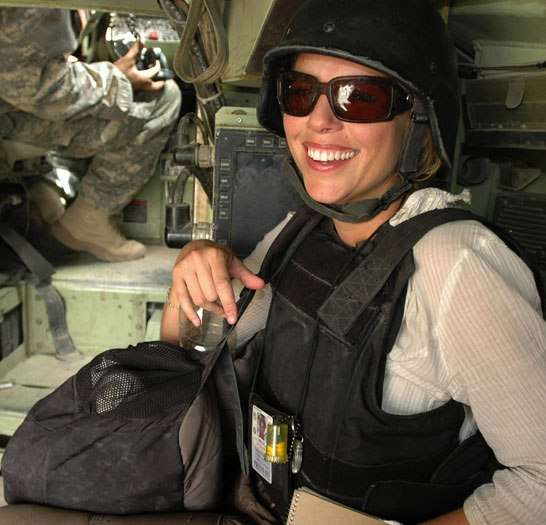
لارا لوغان في العراق

لارا لوغان (بالإنجليزية: Lara Logan) (ولدت عام 1971م). مراسلة جنوب أفريقية تعمل لقناة سي بي إس نيوز.

## النشأة والدراسة
ولدت لوغان في مدينة ديربان في جنوب أفريقيا. انهت دراستها فيها وقد تخرجت من جامعة ناتال في ديربان في عام 1992، وحصلت على شهادة بكالوريوس في التجارة. تتكلم اللغة الفرنسية والبرتغالية والأفريقية.

## عملها

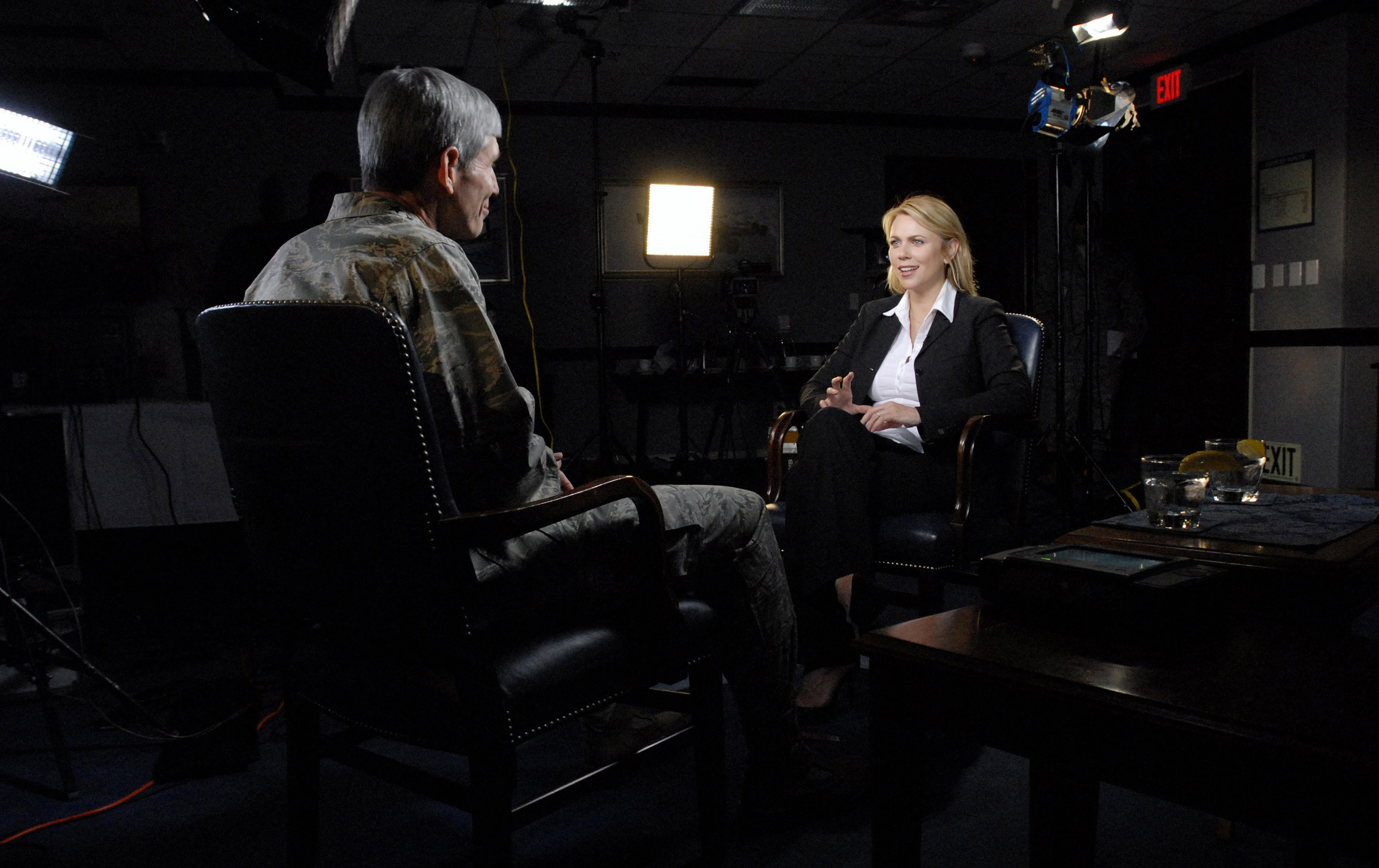
رئيس أركان القوات الجوية الجنرال نورتون شوارتز يجيب على الأسئلة خلال مقابلة في 15 أبريل 2009 مع لارا لوجان من برنامج "60 دقيقة". خلال المناقشة ، تحدث الجنرال شوارتز عن قدرات نظام الطائرات بدون طيار وتأثيرها الكبير على المهمة. المقابلة جزء من بث البرنامج في 10 مايو (أيار) 2009.

نقلت وقائع حرب أفغانستان بعد أن طلبت من السفارة الروسية في لندن لكى تمنحها فيزا للسفر إلى أفغانستان، وكان هذا بعد أيام قليلة من احداث الحادي عشر من سبتمبر.
كما نقلت احداث حرب العراق وتحديدا من شارع حيفا في بغداد.

## الثورة المصرية
خلال فترة الاحتجاجات المصرية وتحديدا يوم 3 فبراير اعتقلت لوغان مع طاقمها الصحفي من قبل الجيش المصري بتهمة التجسس لصالح إسرائيل.
في 15 فبراير حصل اعتداء جنسي على لوغان حينما كانت تغطي الاحتفالات بتنحي حسني مبارك. وقالت قناة السي بي إس نيوز في بيان لها أن لوغان «كانت مع فريقها وحراسها الأمنيين محاطين بعناصر خطيرة خلال الاحتفالات» وان «العصابة كانوا أكثر من 200 شخص بحالة هستيرية». واضاف ان هذهِ العصابة «عملت على عزل لارا لوغان عن فريقها وقد تعرضت لاعتداء جنسي وحشي وللضرب قبل ان تنقذها مجموعة من النساء وحوالى 20 جنديا مصريا». تمكنت لوغان من العودة إلى فريقها ومن ثم إلى الفندق وسافرت إلى الولايات المتحدة على متن أول رحلة في صباح اليوم التالي «وهي تتعافى في المستشفى».

## وصلات خارجية
- لارا لوغان على موقع IMDb (الإنجليزية)
- لارا لوغان على موقع إن إن دي بي (الإنجليزية)
- لارا لوغان على موقع قاعدة بيانات الفيلم (الإنجليزية)
- الموقع الرسمي